# Chiudi la bocca
Chiudi la bocca è il decimo libro della serie I racconti di mezzanotte di Nick Shadow, uno dei pseudonimi usati dallo scrittore inglese  Allan Frewin Jones.

## Trama
Louise non riconosce più le sue tre migliori amiche: infatti Niki, Laura e Sara sono diventate prepotenti con i bambini più piccoli e hanno preso la mania di rubare dai negozi del quartiere, per lo più capeggiate da Niki. Louise, tuttavia, non si tira indietro per paura di essere esclusa dal gruppo, nonostante cerchi di farle comportare in modi migliori. Un giorno, dopo essere state costrette a lasciare il parco in cui stavano per aver spaventato una bambina, decidono di andare nel negozio di dolci del signor Webster a rubare; le amiche vedono delle scatole di dolci chiamati Speciali, anche se il negoziante dice che non sono in vendita. Niki convince allora le ragazze a prenderli di nascosto. Durante l'attuazione del piano, tuttavia, vengono scoperte e si ritrovano a fuggire. Riescono a prendere i dolci, ma Sara viene catturata. Una volta scappate, Louise attacca per la prima volta Niki, e le ordina di tornare tutte al negozio per aiutare Sara e chiedere scusa al signor Webster. Prima provano però ad assaggiare gli Speciali (biscotti tondi e bianchi grandi come palline da ping pong) che hanno un sapore orribile. Il signor Webster accetta le loro scuse, ma chiede di aiutare Sara, in cucina, a sistemare il pasticcio da loro combinato. Mentre ci vanno, Louise comincia ad avvertire una sensazione di intorpodimento e bruciore alla bocca, e si accorge che anche Niki e Sara hanno lo stesso problema. Arrivate in cucina vedono Sara, e scoprono che la bocca le è stata tappata da uno strato di pelle. Louise cerca di avvertire le amiche di andarsene, ma si accorge che le è successo la stessa cosa, così come a lei stessa.